# Eduard Anatoljewitsch Strelzow
Eduard Anatoljewitsch Strelzow (russisch Эдуард Анатольевич Стрельцов, wiss. Transliteration Ėduard Anatol'evič Strel'cov; * 21. Juli 1937 in Perowo, Oblast Moskau, heute Moskau; † 22. Juli 1990 in Moskau) war ein sowjetischer Fußballspieler. Der auch als „russischer Pelé“ bezeichnete Strelzow, nach dem noch heute in Russland der Hackentrick benannt ist, gilt als der beste russische Feldspieler aller Zeiten. Er ist in seiner Heimat ähnlich populär wie die Torwartlegende Lew Jaschin, wenngleich seine Karriere weit weniger glücklich verlief.

## Karriere
Strelzow war gerade 19 Jahre, als er beim Fußballturnier der Olympischen Sommerspiele von 1956 entscheidenden Anteil daran hatte, dass die Mannschaft der Sowjetunion das Finale erreichte. Weil sich sein Stürmerkollege von Torpedo Moskau, Walentin Iwanow, im Halbfinale verletzte und daher im Finale nicht eingesetzt werden konnte, Nationalcoach Gawriil Katschalin im Angriff aber auf Blockbildung setzen wollte, verpasste auch Strelzow das Finale. In diesem setzte sich die Mannschaft der Sowjetunion mit 1:0 gegen Jugoslawien durch und gewann die olympische Goldmedaille. Weil die Medaille jedoch nur jenen Spielern ausgehändigt wurde, die auch das Finale bestritten hatten, ging Strelzow leer aus.
Für die Fußball-Weltmeisterschaft 1958 in Schweden galt seine Teilnahme als sicher. Doch am 26. Mai 1958, weniger als zwei Wochen vor dem Beginn des Turniers am 8. Juni, wurde Strelzow verhaftet. Zur Last gelegt wurde ihm die Vergewaltigung einer jungen Frau, die er in der Nacht zuvor bei einer Feier kennengelernt hatte. In einem Schnellverfahren wurde das hoffnungsvolle Fußballtalent zu einer zwölfjährigen Freiheitsstrafe verurteilt. Nach fünf Jahren wurde er vorzeitig aus der Haft entlassen und weitere zwei Jahre später wurde ihm die Erlaubnis erteilt, wieder in der höchsten sowjetischen Liga Fußball spielen zu dürfen.

Denkmal für Strelzow am Eingang des nach ihm benannten Stadions

Obwohl er nicht mehr so schnell und trickreich war wie vor seiner Haftzeit, feierte er nunmehr seine größten Erfolge. Gleich in seinem ersten Jahr (1965) gewann er mit seinem Stammverein Torpedo die Meisterschaft und drei Jahre später (1968) den Sowjetpokal. Außerdem wurde er 1967 und 1968 zweimal hintereinander zum Fußballer der Sowjetunion gewählt.

## Tod
Eduard Strelzow starb einen Tag nach seinem 53. Geburtstag an Kehlkopfkrebs. Er bestritt zwischen 1954 und 1970 insgesamt 222 Spiele für Torpedo Moskau und erzielte dabei 100 Tore. Außerdem wurde er zwischen 1955 und 1968 insgesamt 38 Mal ins Auswahlteam der Sowjetunion berufen und brachte es dabei auf insgesamt 25 Treffer.
Ihm zu Ehren wurde das frühere Torpedo-Stadion mittlerweile in Eduard-Strelzow-Stadion umbenannt und auf dem Stadiongelände ein Denkmal aufgestellt.